# Europa PubMed Central
Europe PubMed Central (Europe PMC) es un repositorio de acceso abierto que contiene millones de trabajos de investigación biomédica. Se conocía como UK PubMed Central hasta el 1 de noviembre de 2012.
Europe PMC ofrece acceso gratuito a más de 3,7 millones de artículos de investigación biomédica y de ciencias de la vida de texto completo y a más de 31 millones de citas (actualmente-abril de 2021 -, tiene 38,6 millones de resúmenes; 6,8 millones de artículos completos y 27 876 libros y documentos). Europe PMC contiene cierta información de citas e incluye texto marcado basado en minería de texto que enlaza con conjuntos de datos médicos y moleculares externos.   El grupo de financiadores Europe PMC requiere que los artículos que describen los resultados de las investigaciones biomédicas y de ciencias biológicas  estén disponibles gratuitamente en Europe PMC dentro de los 6 meses posteriores a la publicación para maximizar el impacto del trabajo que financian. 
La función de búsqueda de subvenciones permite a los usuarios buscar información sobre más de 56 700 subvenciones concedidas por los financiadores de PMC de Europa.
La mayor parte del contenido se refleja en PubMed Central , que administra el depósito de libros y revistas completos.  Además, Europe PMC ofrece un sistema de envío de manuscritos, Europe PMC plus, que permite a los científicos depositar por sí mismos sus artículos de investigación revisados por pares para su inclusión en la colección Europe PMC. 

## Organización
El proyecto Europa PMC se lanzó originalmente en 2007 como el primer sitio "espejo" de PMC, cuyo objetivo es proporcionar la preservación internacional de la literatura biomédica y de ciencias de la vida abierta y de libre acceso. Forma parte de una red de repositorios de PMC International   (PMCI) que incluye PubMed Central, Canadá . Europe PMC no es un "espejo" exacto de la base de datos de PMC, pero ha desarrollado algunas características diferentes.  On 15 February 2013 CiteXplore was subsumed under Europe PubMed Central.
El recurso está gestionado y desarrollado por el Laboratorio Europeo de Biología Molecular- Instituto Europeo de Bioinformática (EMBL-EBI), en nombre de una alianza de 27 patrocinadores de investigación biomédica y de ciencias de la vida, liderada por Wellcome Trust .
Europa PMC cuenta con el apoyo de 27 organizaciones: Academy of Medical Sciences , Action on Hearing Loss, Alzheimer's Society , Arthritis Research UK, Austrian Science Fund (FWF), Biotechnology and Biological Sciences Research Council, Bloodwise, Breast Cancer Now, British Heart Foundation, Cancer Research UK, la Oficina Científica  del Departamento de Salud Ejecutivo de Escocia, Diabetes UK, el Departamento de Salud , Dunhill Medical Trust, el Consejo Europeo de Investigación ,Marie Curie , Medical Research Council , Motor Neurone Disease Association , Multiple Sclerosis Society , Myrovlytis Trust, National Center for the Replacement, Refinement and Reduction of Animals in Research (NC3Rs), Parkinson's UK , Prostate Cancer UK, Telethon Italia, Wellcome Trust, la Organización Mundial de la Salud y Worldwide Cancer Research (anteriormente Asociación para la Investigación Internacional del Cáncer). 